# Svésedlice
Svésedlice jsou obcí ležící v okrese Olomouc v Olomouckém kraji. Žije zde 303 obyvatel.

## Název
Jméno vesnice bylo odvozeno od osobního jména Svésedla. Výchozí tvar Svésedlici byl vlastně pojmenováním obyvatel vsi s významem "Svésedlovi lidé". Do písemných dokladů od 17. do konce 19. století proniklo nářeční Svísedlice.

## Historie
První písemná zmínka o obci pochází z roku 1370.

## Pamětihodnosti
- Boží muka, u polní cesty na Kocourovec
- Smírčí kříž, v severní části vesnice u silnice z roku 1547 – nejstarší pamětihodnost obce
- Kaple sv. Františka z Assisi a Tomáše z roku 1902, postavená na místě původní dřevěné zvonice, kříž před ní pochází už z roku 1855

## Galerie

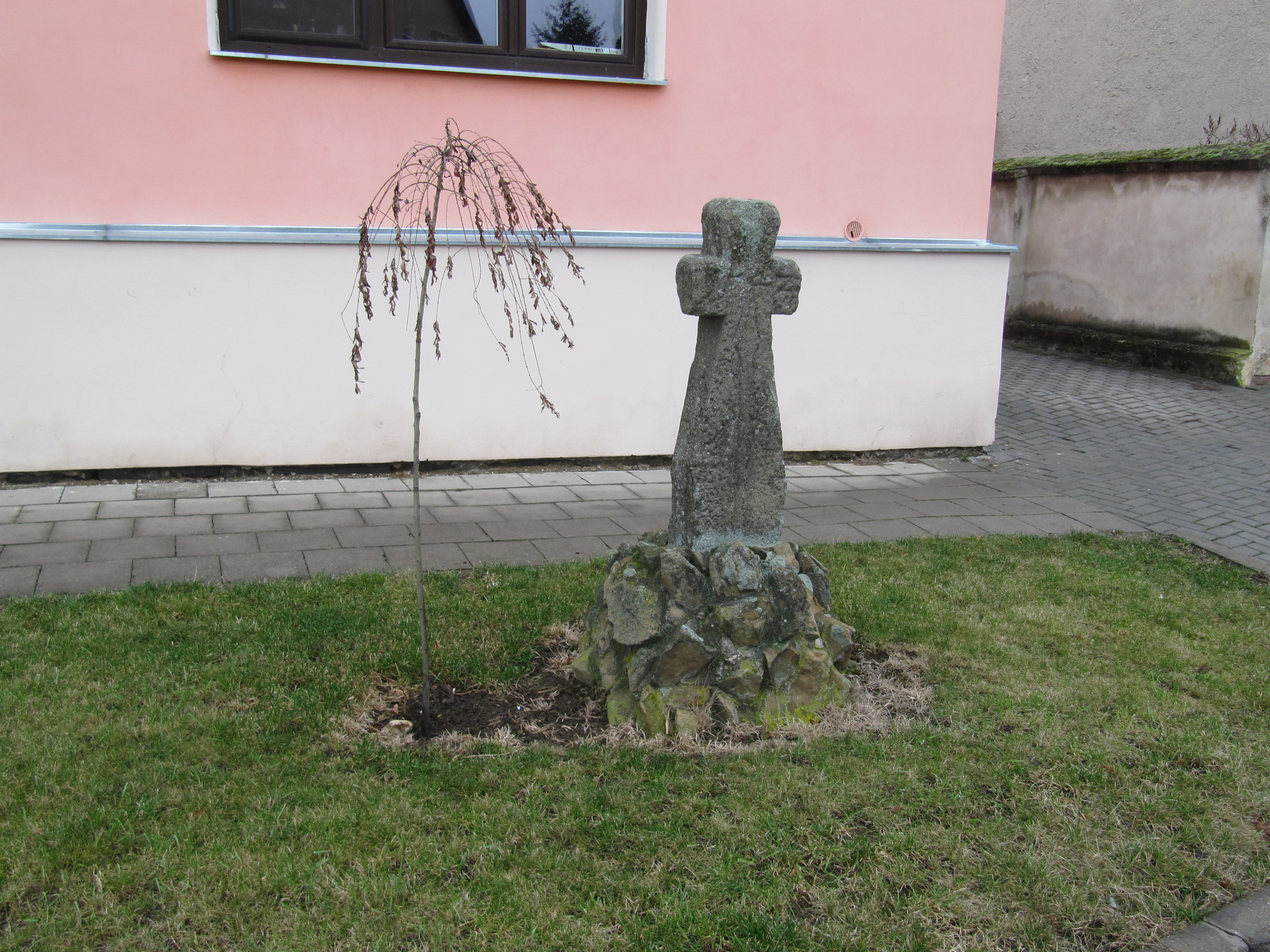
Smírčí kříž
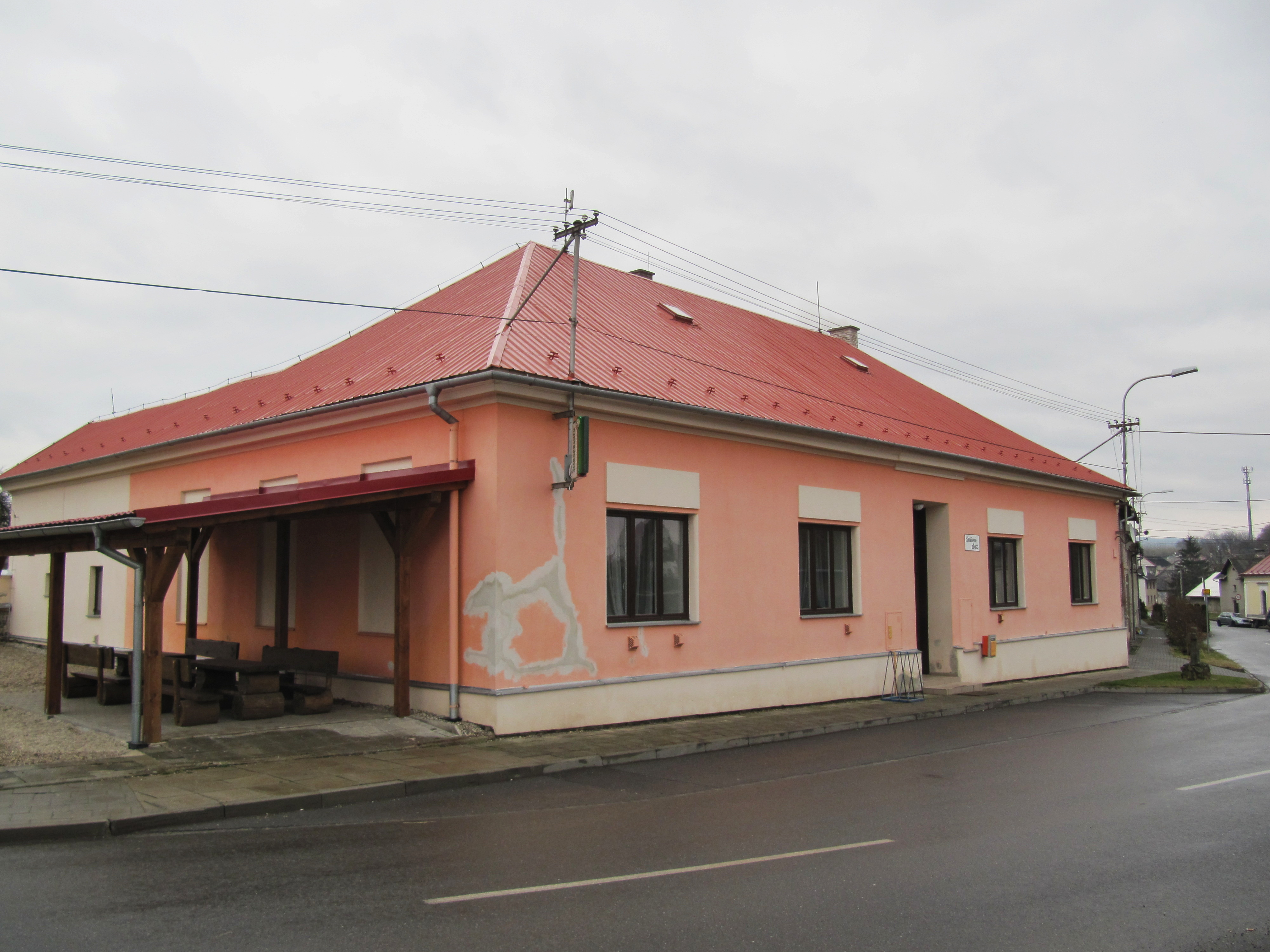
Bývalá škola
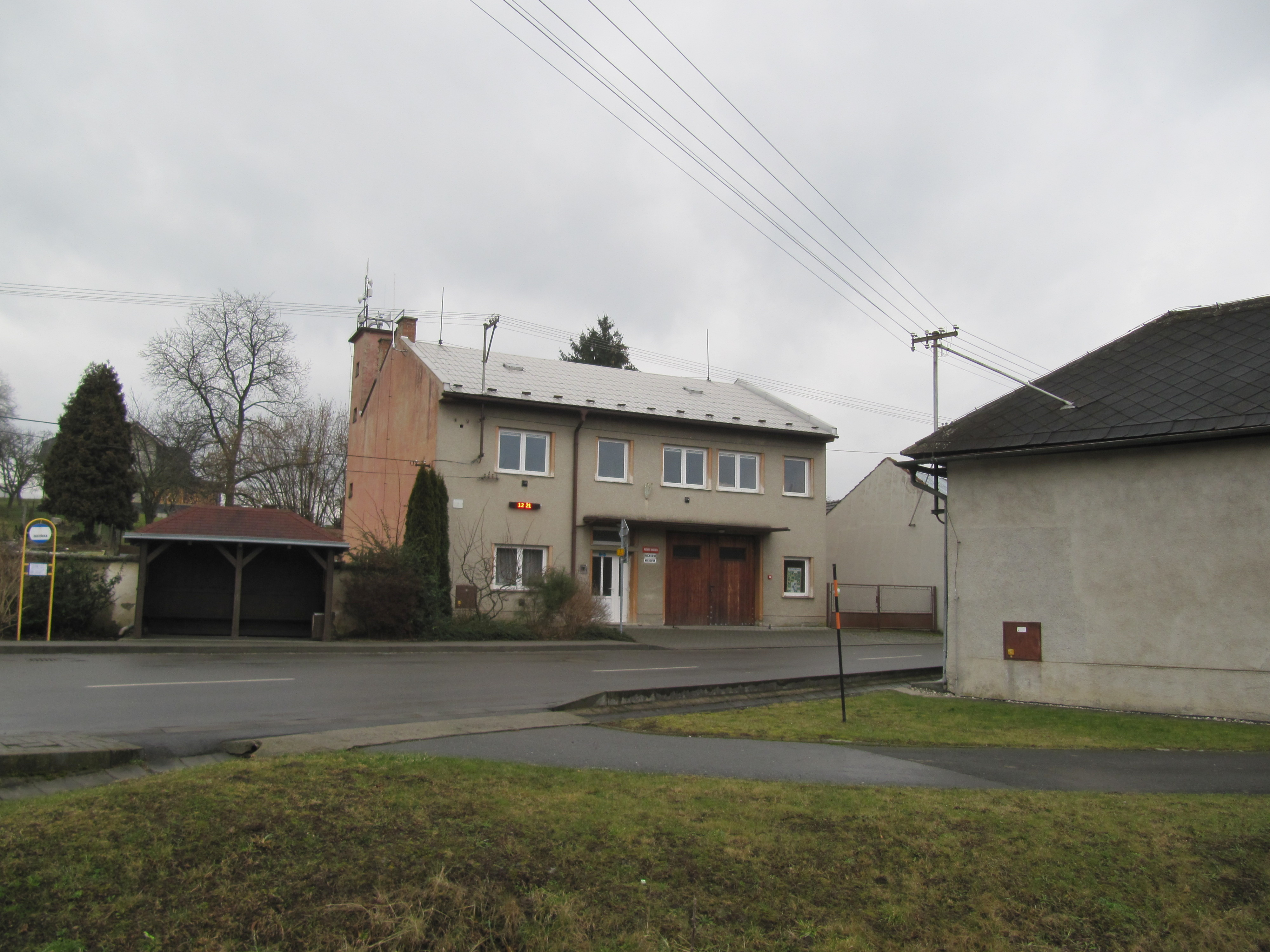
Obecní úřad
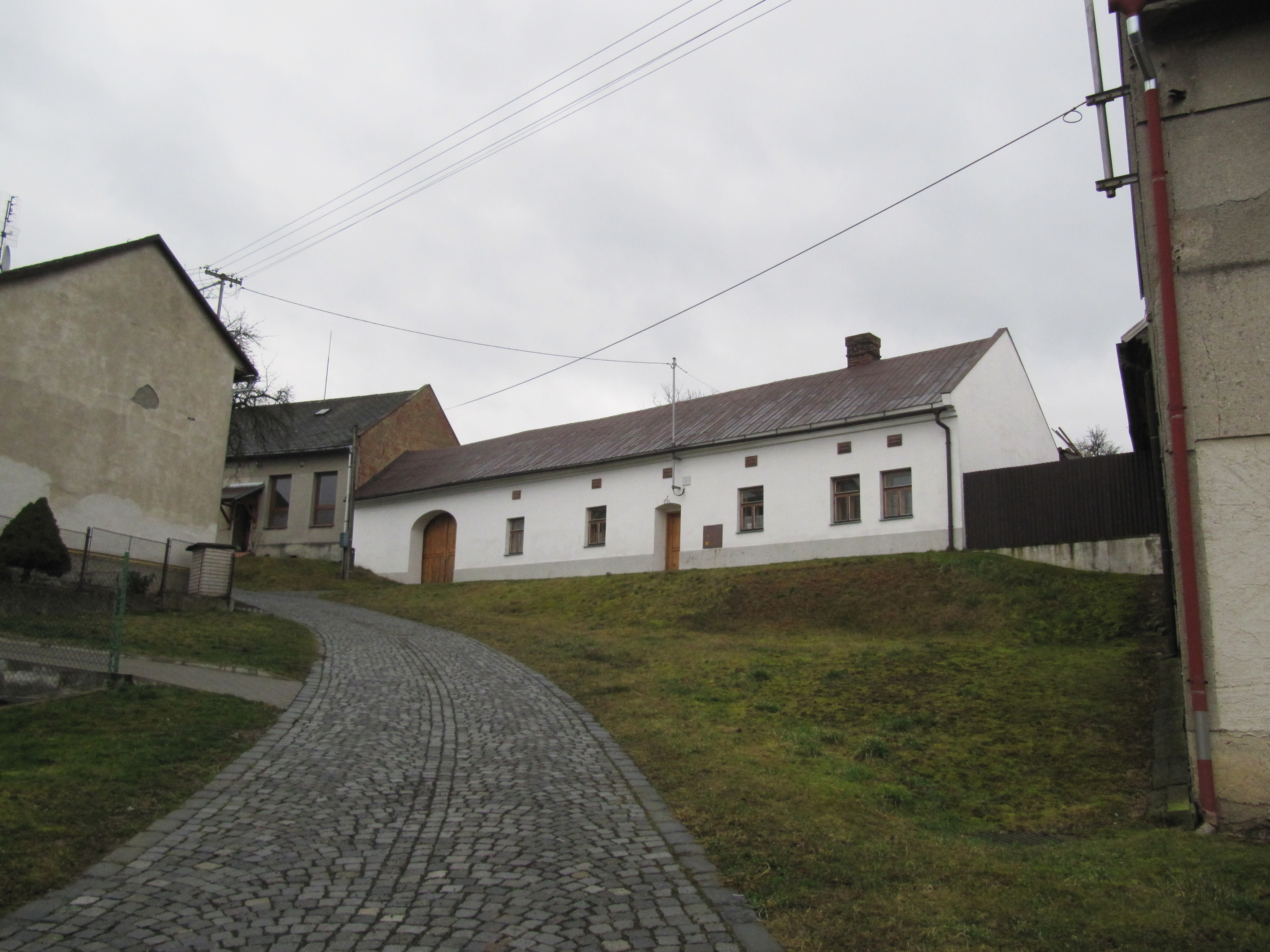
Dům č.p. 10